# James Wood
James Irvin Wood (Rockville, Maryland, 17 de septiembre de 2002), más conocido como James Wood, es un jugador profesional estadounidense de béisbol que se desempeña en la posición de jardinero izquierdo en Washington Nationals, equipo de las Grandes Ligas de Béisbol (MLB).

## Carrera
En 2024, Wood hizo su debut en la MLB con el equipo Washington Nationals, donde lleva jugando una temporada.